# دوبوا (ایندیانا)
دوبوا (به انگلیسی: Dubois) یک منطقهٔ مسکونی در ایالات متحده آمریکا است که در شهرستان دوبوا، ایندیانا واقع شده‌است. دوبوا ۴٫۱۴ کیلومتر مربع مساحت و ۴۸۸ نفر جمعیت دارد و ۱۵۳٫۹۳ متر بالاتر از سطح دریا واقع شده‌است.